# Sun Wenguang
Sun Wenguang (chinois : 孫文廣 ou 孙文广), né le 26 août 1934 à Rongcheng, est un physicien, militant politique et dissident chinois. Il est professeur de physique à l'université du Shandong de 1982 à 1985, puis de management de 1985 à 1994, année à laquelle il prend sa retraite. Critique du gouvernement chinois, il a publié plusieurs essais sur ce sujet à Hong Kong.

## Emprisonnement
Durant la Révolution culturelle de Mao Zedong, il est détenu plus de cinq ans pour avoir été classé « contre-révolutionnaire ». En 1978, il est condamné à sept années d’emprisonnement pour avoir critiqué Mao et Hua Guofeng, puis réhabilité en 1992.
Le 2 août 2018, il est à nouveau arrêté par la police chinoise, alors qu'il donne un entretien en direct à une télévision américaine, sur « la diplomatie du carnet de chèque » de Pékin vis-à-vis de l'Afrique. Depuis cette date, il est porté disparu. D'après la BBC, il serait séquestré, avec sa femme, dans un hôtel local dans lequel il a déjà été emprisonné par le passé.